# Abraham van Riebeeck
Abraham van Riebeeck ( pronunciación en neerlandés: /ˈaːbraːˌɦɑm vɑn ˈribeːk/ ; 18 de octubre de 1653-17 de noviembre de 1713) fue un comerciante de la Compañía Neerlandesa de las Indias Orientales y el Gobernador General de las Indias Orientales Neerlandesas de 1709 a 1713.

## Biografía
Abraham van Riebeeck nació el 18 de octubre de 1653 en la Colonia neerlandesa del Cabo (actual Sudáfrica ). Su padre era Jan van Riebeeck, comandante del Cabo, y su madre era Maria van Riebeeck . Cuando su padre se mudó a Batavia en las Indias Orientales Neerlandesas (actual Indonesia ) en 1662, envió a Van Riebeeck y a su hermano a Holanda. Estudió derecho en la Universidad de Leiden desde 1673 hasta 1676. 
Después de sus estudios, se convirtió en comerciante de la Compañía Neerlandesa de las Indias Orientales y viajó en el barco De Vrijheyt a Batavia, donde llegó en 1677. 
Se casó con Elisabeth van Oosten en el año 1678. Tuvieron seis hijos, Johanna Maria (1679-1759), Johannes (1691-1735), Elisabeth (1693-1723) y otros tres que murieron en su infancia.
Fue gobernador general de las Indias Orientales Holandesas desde 1709 hasta su muerte en 1713.  Fue un explorador, que realizó varios viajes más pequeños y algunos más grandes en las Indias. 

## Muerte
Después de convertirse en la primera persona en llegar a la cima de Tangkuban Perahu, Van Riebeeck contrajo disentería. No pudo recuperarse de la enfermedad y murió el 17 de noviembre de 1713 en Batavia, en las Indias Orientales Neerlandesas. 

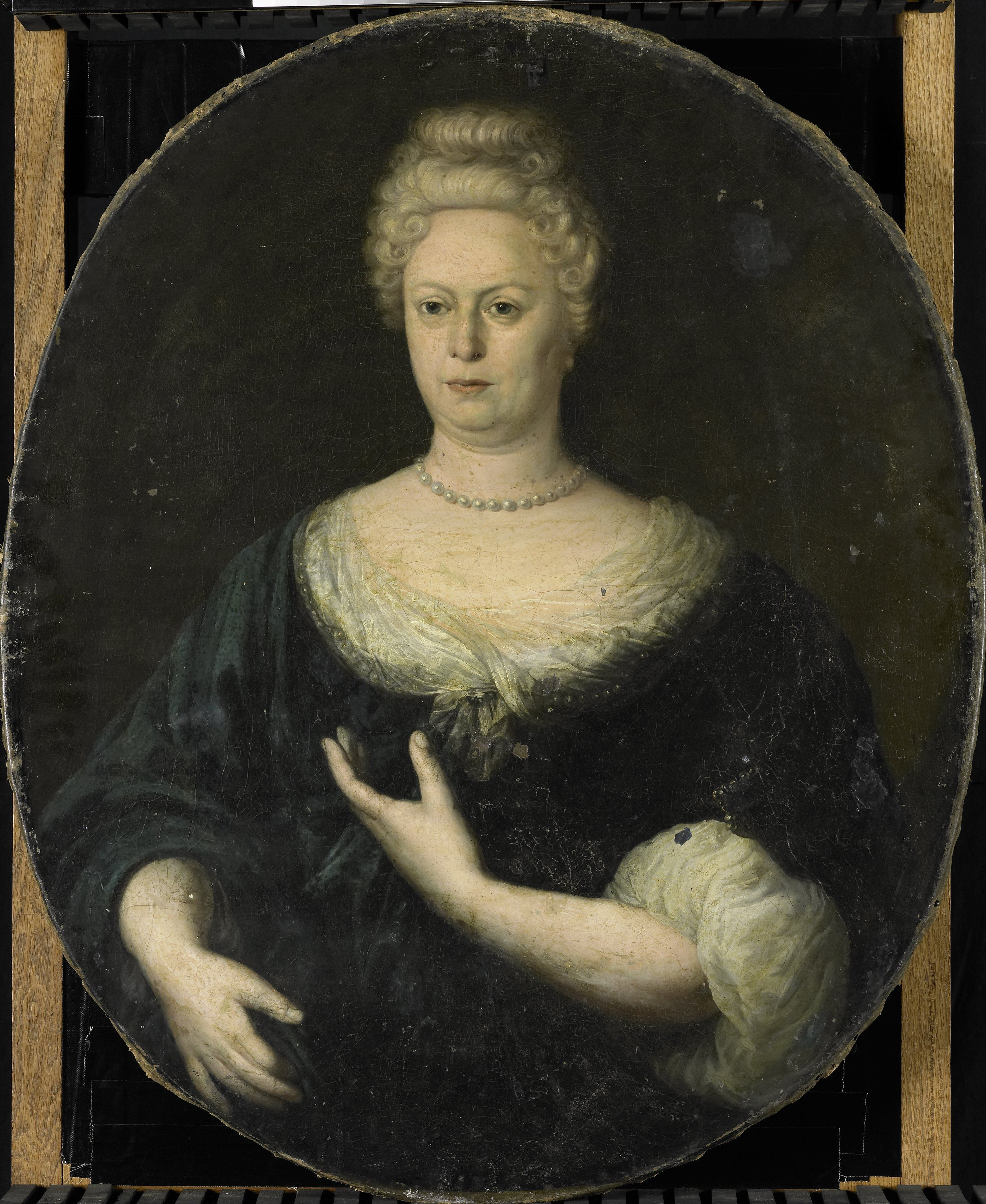
Elisabeth van Oosten, esposa de Van Riebeeck
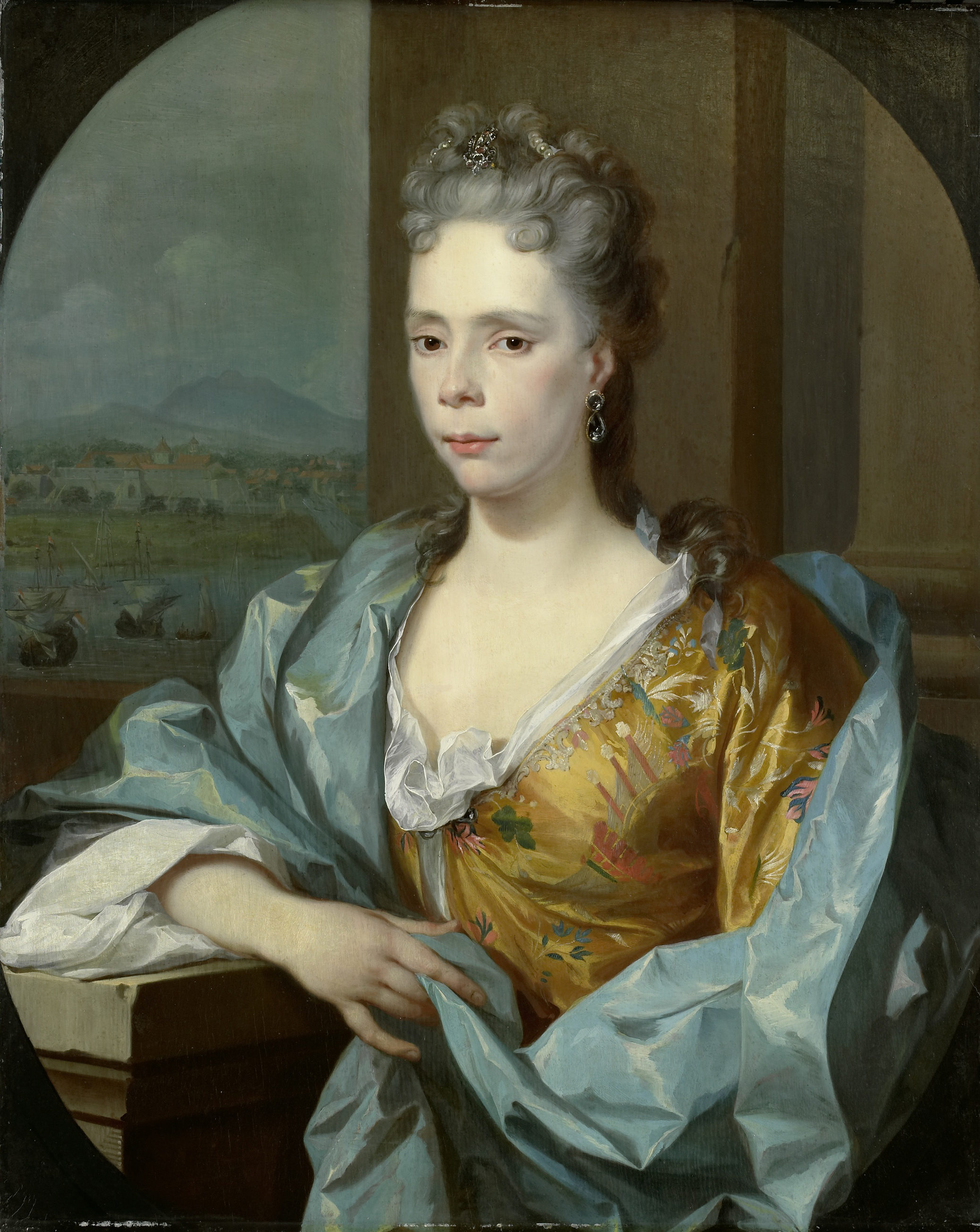
Elisabeth van Riebeeck, hija de Van Riebeeck